# Diarsia
Diarsia is een geslacht van vlinders uit de familie van de uilen (Noctuidae).

## Soorten
- D. acutipennis Boursin, 1954
- D. acharista Boursin, 1948
- D. albipennis Butler, 1889
- D. arenosoides Poole, 1989
- D. axiologa Boursin, 1948
- D. banksi Holloway, 1976
- D. barlowi Holloway, 1976
- D. basistriga Moore, 1867
- D. beckeri Boursin, 1948
- D. borneochracea Holloway, 1989
- D. brunnea (Denis & Schiffermüller, 1775) - Bruine breedvleugeluil
- D. calgary Smith, 1898
- D. canescens Butler, 1878
- D. caradjai Boursin, 1954
- D. carnipennis Chang, 1991
- D. cerastioides Moore, 1867
- D. cia Strand, 1919
- D. claudia Boursin, 1963
- D. coenostola Boursin, 1948
- D. copria Hreblay & Plante, 1995
- D. chalcea Boursin, 1948
- D. dahlii (Hübner, 1813) - Moerasbreedvleugeluil
- D. deparca Butler, 1879
- D. dewitzi Graeser, 1888
- D. dichroa Boursin, 1954
- D. dimorpha Wileman & West, 1928
- D. dislocata Smith, 1904
- D. eleuthera Boursin, 1948
- D. erubescens Butler, 1880
- D. erythropsis Boursin, 1954
- D. esurialis (Grote, 1881)
- D. excelsa Hreblay & Ronkay, 1998
- D. fannyi Corti & Draudt, 1933
- D. ferruginea Chen, 1984
- D. flavibrunnea Leech, 1900
- D. flavostigma Holloway, 1976
- D. fletcheri Boursin, 1969
- D. florida (F. Schmidt, 1859)
- D. formosana Boursin, 1948
- D. formosensis Hampson, 1909
- D. freemani Hardwick, 1950
- D. gaudens Hampson, 1905
- D. griseithorax Warren, 1912
- D. guadarramensis (Boursin, 1928)
- D. henrici Corti & Draudt, 1933
- D. hoenei Boursin, 1954
- D. hypographa Boursin, 1954
- D. inconsequens Rothschild, 1920
- D. intermixta Guenée, 1852
- D. jucunda Walker, 1857
- D. kebeae Bethune-Baker, 1908
- D. latimacula Kozhanchikov, 1937
- D. macrodactyla Boursin, 1954
- D. magnisigna Prout, 1922
- D. mandarinella Hampson, 1903
- D. mediotincta Kozhanchikov, 1937
- D. melanomma Prout, 1926
- D. mendica (Fabricius, 1775) - Variabele breedvleugeluil
- D. nebula Leech, 1900
- D. nigrafasciata Chang, 1991
- D. nigrosigna Moore, 1881
- D. nipponica Ogata, 1957
- D. nyei Boursin, 1969
- D. obuncula Hampson, 1903
- D. ochracea Walker, 1865
- D. odontophora Boursin, 1954
- D. olivacea Prout, 1922
- D. orophila Boursin, 1948
- D. owgarra Bethune-Baker, 1908
- D. pacifica Boursin, 1943
- D. pallens Chen
- D. pallidimargo Prout, 1922
- D. pallidisigna Prout, 1922
- D. pediciliata Prout, 1924
- D. poliophaea Boursin, 1954
- D. polytaenia Boursin, 1948
- D. postfusca Hampson, 1896
- D. pseudacharista Boursin, 1948
- D. robusta Boursin, 1948
- D. rosaria Grote, 1878
- D. rubi Vieweg, 1790 - Gewone breedvleugeluil
- D. rubicilia Moore, 1867
- D. rubifera Grote
- D. ruficauda Warren, 1910
- D. sciera Chen
- D. serrata Holloway, 1976
- D. sicca (Guenée, 1852)
- D. sinuosa Wileman, 1912
- D. stictica Poujade, 1887
- D. stigmatias Warren, 1912
- D. subtincta Chang, 1991
- D. tibetica Chen, 1994
- D. tincta Leech, 1900
- D. torva Corti & Draudt, 1933
- D. unica Plante, 1994
- D. vulpina Moore, 1882
- D. yoshimotoi Plante, 1994